# تبادل الأسرى بين العباسيين والبيزنطيين

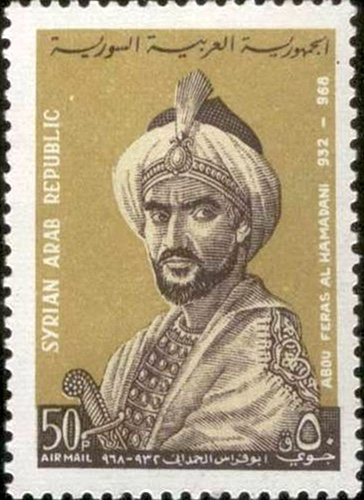
طابع بريدي سوري عام 1963 يظهر صورة شاعر القرن العاشر العظيم أبو فراس الحمداني

خلال فترة الحروب الإسلامية البيزنطية، أصبح تبادل أسرى الحرب سمة منتظمة للعلاقات بين الإمبراطورية البيزنطية والخلافة العباسية، بدأت التبادلات في أواخر القرن الثامن واستمرت حتى أواخر القرن العاشر، ووقعت معظمها عند نهر لاموس (نهر ليمونلو حالياً) في قيليقية، على الحدود بين القوتين.

## خلفية
أدت عقود من حرب الاستنزاف بين الإمبراطورية البيزنطية والخلافة العبَّاسية إلى درجة من التفاهم والاحترام المتبادل، كما يتضح من نمط منتظم من التبادل الدبلوماسي والثقافي بين القوتين. يتجلى ذلك في بروتوكولات الاستقبالات الإمبراطورية في البلاط البيزنطي، حيث يُمنح "المسلمون الشرقيون" المركز الأول مباشرة بعد أي مسؤولين كنسيين، بما في ذلك أتباع الدين من البلغار والفرنجة. كما كانت هناك معاملة إنسانية لأسرى الحرب من الجانبين. على الجانب البيزنطي، على الرغم من أن السجناء العرب كانوا يُعرضون عادةً في مواكب النصر، إلا أنهم كانوا يعاملون معاملة جيدة بشكل عام، غالباً ما كان كبار الشخصيات الذين كانوا سجناء الدولة ضيوفًا مكرمين خلال فترة أسرهم، حيث تتم دعوتهم بانتظام لحضور السباقات في ميدان سباق الخيل أو المآدب الإمبراطورية في القصر الكبير، غالباً ما كانوا يحصلون على الهدايا كجزء من الاحتفالات الإمبراطورية. ومع ذلك، عادة ما يتم بيع الضباط كعبيد أو الاحتفاظ بهم في السجن حتى يتم دفع فدية أو تبادلهم.
تم توظيف معظمهم كقوة عاملة، على الرغم من أن بعض الذين قد يتم حثهم على التحول إلى المسيحية تم منحهم الأراضي للاستقرار، وبخلاف ذلك، فقد تمتعوا بحرية العبادة في المساجد الخاصة بهم. وأشار المقدسي إلى أنه على الرغم من أن الأسرى العرب كانوا يُجبرون على العمل كعبيد، إلا أنهم تمكنوا من كسب المال، وأن البيزنطيين "لا يجبرون أحداً منهم على أكل لحم الخنزير، ولا يقطعون أنوفهم ولا ألسنتهم".
انخرط الجانبان أيضاً في عمليات تبادل منتظمة للأسرى والتي جرت على نهر لاموس في قيليقية ، على الحدود بين بيزنطة والخلافة. تم ترتيب هدنة مسبقًا، والتقى الجانبان على النهر. وتم التبادل رجلاً لرجل، كما يوضح الطبري في تقريره عن تبادل 845: "تم بناء جسرين فوق النهر، واحد للأسرى من كل جانب. أطلق كل جانب سراح سجين واحد سار عبر الجسر باتجاه إخوانه في الدين بالتزامن مع نظيره. وبعد اكتمال عملية التبادل، يتم دفع فدية السجناء الفائضين مقابل المال أو استبدالهم بالعبيد".

## تبادل الأسرى
| السنة             | التفاصيل |
| ----------------- | --- |
| 769               | ذكر فقط من قبل ثيوفان المعترف. |
| 181هـ / 797م      | ذكرها ابن الأثير الجزري، قائلًا: «وفي هذه السنة كان الفداء بين الروم والمسلمين، وهو أول فداء كان أيام بني العباس، وكان القاسم بن الرشيد هو المتولي له وكان الملك نقفور، ففرح بذلك الناس، ففودي بكل أسير في بلاد الروم، وكان الفداء باللأمس، على جانب البحر، بينه وبين طرسوس اثنا عشر فرسخا،ً وحضر ثلاثون ألفاً من المرتزقة مع أبي سليمان، فخرج الخادم، متولي طرسوس، وخلق كثير من أهل الثغور، وغيرهم من العلماء والأعيان، وكان عدة الأسرى ثلاثة آلاف وسبعمائة، وقيل أكثر من ذلك».                                                                                             |
| 805               | ذكرها المسعودي و الطبري كان أول مرة تجري فيها على لاموس، وكانت تحت إشراف الحارس الأبو سليمان فراج. استمر 12 يوماً، وتم تبادل 3700 سجين. |
| 808               | ذكر من قبل المسعودي و الطبري، استمر 7 أيام، وتم تبادل 2500 سجين. |
| 810               | ذكرها المسعودي. |
| 816               | ذكرها المسعودي. |
| 845 سبتمبر        | ذكرتها العديد من المصادر الإسلامية، وفقًا للمصادر فإن الذين كان لدى البيزنطين أسرى أكثر بكثير من المسلمين، مما أجبر الخليفة الواثق بالله على تغطية التوازن من خلال شراء العبيد من أسواق بغداد وراكة، وحتى من خلال تحرير النساء العبيدات من بيته. تم استجواب السجناء المسلمين من قبل مرسل للرئيس القاضي، أحمد بن أبي دؤاد، حول رأيهم حول الخلق القراني، والذي سمح فقط لأولئك الذين يدعمونها بتبادل. استمر التبادل 10 أيام سجل التباري أن المسلمين استعادوا 4600 سجين، منهم 600 امرأة و500 من أهل الذمة، في حين أن ابن الأثير يعطي الأرقام المقابلة على أنها 4460 و800 و100. |
| 23 فبراير 856     | استمرت 7 أيام. تقرير الطبري ذكر أن البيزنطيون احتجزوا 20 ألف سجين مسلم، وأن الإمبراطورة ثيودورا أرسلت مبعوثاً وهو جورج ابن كيرياكوس، لتنظيم التبادل، من ناحية أخرى، يعطي المسعودي الرقم بأنه 2200 رجل أو 2000 رجل و100 امرأة. |
| أبريلمايو 860     | وفقاً للطبري، أرسل الإمبراطور ميخائيل الثالث إرسالًا كبيراً اسمه تريفليوس مع 77 سجيناً مسلمًا إلى الخليفة المتوكل على الله، حيث تم تقديمه أمام الخليفة في 31 مايو 859. |
| 861/2             | ذكرت من المسعودي. |
| 867               | ذكرت من المسعودي. |
| 872               | ذكرت من المسعودي. |
| سبتمبر/أكتوبر 896 | وفقاً للطبري، استعاد المسلمون 2,504 سجيناً، رجال ونساء وأطفال، على مدى 10 أيام، في حين أن مسودي يعطي بشكل مختلف إجمالي 2,495 سجيناً أو 3,000 رجل. |
| 905 سبتمبر        | ووفقاً لماصودي، تمّ إيقاف التبادل تحت إشراف روستم بن بارادو بعد أن تم تبادل 1154 أو 1155 سجيناً مسلمين، لأن البيزنطيون تراجعوا عن الشروط المتفق عليها. ومن هنا يُعرف باسم "فدية الخيانة" (fidāʾ al-ghadr) في المصادر العربية. |
| يوليو 908         | بعد بعثة دبلوماسية مدتها عامين من قبل المبعوث البيزنطي ليو تشوروسفاكتس، استأنف التبادل في عام 908 ، وبالتالي أطلق عليه اسم "فدية الانتهاء" مرة أخرى تحت إشراف روستم بن بارادو، استعاد المسلمون 2842 سجيناً آخرين وفقاً لمسعودي (تتابري يعطي "حوالي 3000"). |
| سبتمبر917 أكتوبر  | تم التبادل من قبل السفارة البيزنطية تحت إدارة جون رادينوس في بغداد. تم تبادل 5500 سجين وفقا لإبن الجاوي، و336 على مدى 8 أيام وفقا للمسعودي. |
| سبتمبر925 أكتوبر  | وفقاً للمسعودي، تم تبادل 3983 مسلماً على مدى 19 يومًا، في حين يعطي المقرزي 3933 شخصًا. |
| 938 أكتوبر        | "فيدا ابن وارقة" تم التعامل مع المفاوضات على الجانب المسلم من قبل الحاكم المستقل لمصر، الإخشد. تم تبادل أكثر من 6300 شخص على مدى 16 يوما، ولكن البيزنطيون لا يزالون يحتجزون 800 سجين أكثر من المسلمين، وتم تمديد الهدنة لمدة ستة أشهر للسماح للباقين من الأسرى أن يتم fidāʾ Ibn Warqāʾ مقابل المال في دفعات أصغر. |
| أكتوبر 946        | تم تبادل 2482 سجيناً، رجلاً وامرأةً، وتم فدية 230 سجيناً مسلماً بقيتين تحت السيطرة على البيزنطين بـ 80 ألف دينار ذهبية، مدفوع جزئياً من قبل أمير الحمدانيد في حلب، صيف الدعوة، وبعضها من قبل الإخشيدين. كان النقاسم يشرف عليه نصر التملي نيابة عن سيف الدولة. |
| 953               | تبادل صغير الذي حدث في الإسكندرية، حيث شارك 60 سجيناً مسلمين. |
| 954               | أرسل البيزنطيون سفارة إلى سايف الدعوة للتفاوض على تبادل الأسرى. |
| 966               | وقع التبادل في 23 يونيو بين سيف الدولة الحمداني والإمبراطور نيكيفوروس الثاني فوكاس في صمصاد، بعد الغزو البيزنطي لسيليكا تحت فوكاس خلال السنوات السابقة. كان البيزنطيون يحتجزون أكثر من 3000 سجين، وعد صيف الدعوة بإفداءهم بمبلغ 270 دينار لكل منهم. ومع ذلك، فقد نفذ المال بعد أن تم دفع 240.000 دينار، وأجبره على فدية الباقي من خلال تسليم حربة قيمة وبناء رهينة من العظماء في محله. ومن بين السجناء المبادلة ابن عم سيف الدعوة والشاعر المشهور أبو فيراس. |
| 969               | وقع التبادل بين البيزنطيون والدولة الفاطمية، بعد أن قامت كل من القوى بتقسيم سوريا بينها. |